# Singold
Die Singold ist ein Fluss im bayerischen Regierungsbezirk Schwaben und ein Gewässer II. Ordnung mit einer Länge von etwa 51 km. Ihre Quelle liegt im Ortszentrum von Waal im Landkreis Ostallgäu. Auf dem Weg nach Norden durchquert die Singold unter anderem Schwabmünchen und Großaitingen und mündet schließlich im Augsburger Stadtteil Göggingen in den Fabrikkanal, einen künstlich geschaffenen Nebenarm der Wertach.

## Etymologie
Historische Karten belegen, dass der Fluss neben seinem heutigen Namen Singold auch als Singolt, Singalta, Sinkel und Senkel bezeichnet wurde. Orte und Straßen wie Sinkelmühle oder Sinkelweg geben ebenfalls Hinweise auf diese früheren Bezeichnungen. Noch heute trägt der frühere Unterlauf der Singold, der Augsburger Kanal Senkelbach, diesen alten Namen.
Die Deutung des Namens ist unsicher. Möglicherweise leitet er sich von den althochdeutschen Wörtern sin- „andauernd, beständig, immerwährend“ und kalta „die Kalte“ ab. Die Endung „-gold“ oder „-galta“ ist könnte auch vorgermanisch-keltischen Ursprungs sein und sumpfiges Gewässer bedeuten. Denkbar ist aber auch eine Herkunft aus dem Lateinischen. So bedeutet das Wort „singultus“ (etwa „das Glucksen (des Wassers)“).

## Geographie

### Flusslauf und Geschichte

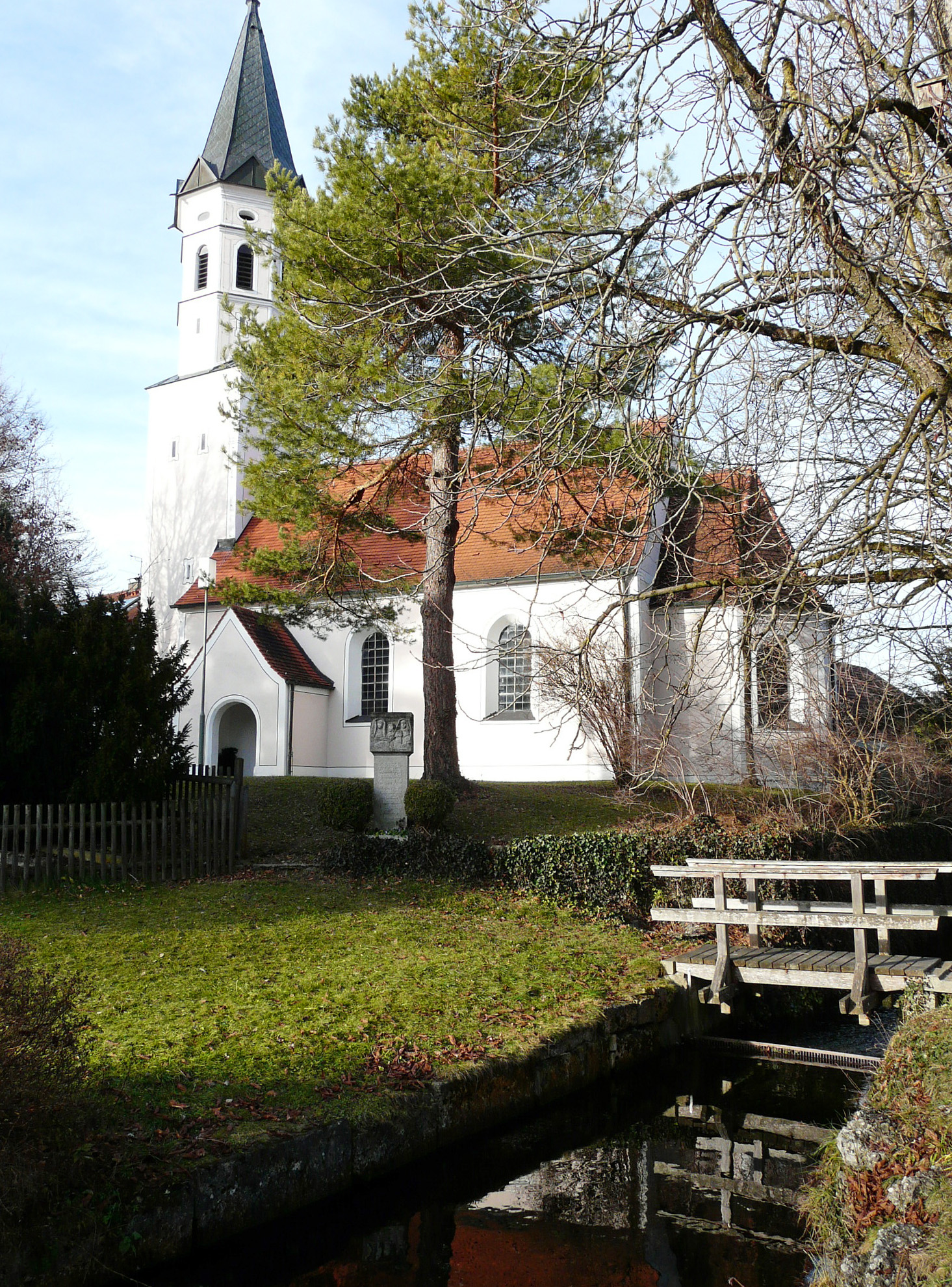
Die Quelle der Singold in Waal

Die Singold entspringt im Landkreis Ostallgäu bei Buchloe; ihre Quelle liegt im Ortskern der Marktgemeinde Waal. Von dort fließt sie nordwärts unter anderem durch Schwabmünchen, Großaitingen und Bobingen nach Augsburg.
Bis 1588 gehörte die Singold noch nicht zum Flussgebiet der Wertach, sondern floss westlich an der befestigten Stadt Augsburg vorbei und mündete am Ende als Senkelbach bei der Wolfzahnau von links in den Lech. Am 6. September 1588 brach die Singold nach heftigem Regenwetter nördlich von Göggingen in die Wertach ein. Dadurch fielen sämtliche an ihrem Unterlauf gelegenen Mühlen trocken. Allerdings verweigerte nun der Augsburger Bischof Marquard II. vom Berg den Betroffenen, den Unterlauf der Singold durch entsprechende Wasserbaumaßnahmen wieder in sein altes Flussbett zu leiten. So grub man 1589 mit großen Unkosten weiter flussabwärts einen neuen Anstich von der Wertach zum alten Bett der Singold hin, so dass die Mühlen wieder in Betrieb gehen konnten. Diese Zuleitung entspricht dem heutigen Kanalabschnitt Holzbach. Damit war der Senkelbach nun nicht mehr Teil der Singold, sondern des Wertachsystems geworden; sein Name blieb jedoch.
Von 1588 bis 1884 mündete die Singold in die Wertach. 1884 wurde in Göggingen der aus der Wertach rechtsseits ausgeleitete Fabrikkanal angelegt. Dieser verbindet sich mit der Singold, so dass sie nun in ihn statt direkt in die Wertach mündet. Der Fabrikkanal führt seit 1920 weiter zum Wertachkanal, der heute den Holzbach und den Senkelbach speist. In der Wolfzahnau, einem Landschaftsschutzgebiet im Mündungswinkel des Lechs und der Wertach, mündet der Senkelbach in die Wertach zurück.

### Zuflüsse und Abzweige
Von der Quelle zur Mündung. Länge und Höhe meist nach dem BayernAtlas der Bayerischen Staatsregierung (Hinweise). Andere Quellen sind vermerkt.
Quelle der Singold auf etwa 638 m ü. NN bei St. Nikolaus in Waal.
- Ach, von rechts und Süden auf über 620 m ü. NN zwischen Waal und seinem Ortsteil Bronnen, 11,5 km[2] und 20,9 km².[2] Entsteht auf knapp 660 m ü. NN nördlich des Ortsteils Lengenfeld von Oberostendorf aus dem Zusammenfluss einiger bis zu etwa 4 km langer Quellbäche, die südwestlich bis südöstlich des Dorfes entstehen, darunter der Hafnerbach. Die Ach ist am Zusammenfluss deutlich länger als die Singold selbst (ca. 2,1 km).
- Schorenbach, von links und Süden auf rund 605 m ü. NN im Ortsteil Holzhausen der Gemeinde Igling, 6,4 km[2] und 9,2 km².[2] Zweigt östlich von Jengen auf 633 m ü. NN[10] nach rechts vom obersten Schanzgraben ab, der bei Lamerdingen von rechts in die Gennach mündet.
- Röthenbach, von links und Süden auf über 555 m ü. NN am Nordrand des Ortsteils Langerringen der Gemeinde Langerringen, ca. 13,0 km. Entwässert auf über 610 m ü. NN das Großkitzighofener Moos nordwestlich von Holzhausen.
- Abgang des Feldgießgrabens, nach links und Nordwesten auf über 550 m ü. NN beim Bad von Schwabmünchen am südlichen Ortsrand. Mündet nach ca. 3,5 km von rechts in die Wertach.
- Abgang und Rücklauf des Seitenlaufs Kaltenbach, nach und von links auf rund 510 m ü. NN in Bobingen, ca. 0,9 km.
- Abgang des Ablaßbachs, nach links auf über 490 m ü. NN bei der Oberen Radaumühle am Südrand von Augsburg-Göggingen. Mündet nach ca. 0,6 km in den rechten Wertach-Seitengraben Forellenbach, dieser nach weiteren ca. 0,8 km an der Wertachbrücke der Wellenburger Straße von Göggingen auf 487 m ü. NN[11] in die Wertach selbst.

Mündung der Singold von rechts und Süden auf etwa 480 m ü. NN am Gögginger Bad in den Fabrikkanal.

### Orte und Städte an der Singold

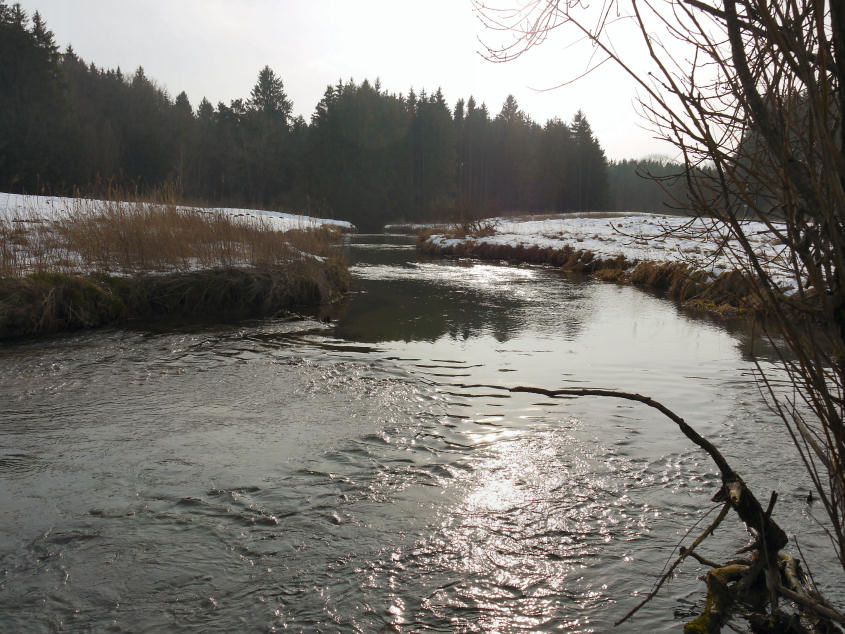
Singold zwischen Holzhausen bei Buchloe und Rollmühle

- Waal
- Sinkelmühle
- Holzhausen bei Buchloe
- Rollmühle
- Großkitzighofen
- Schwabmühlhausen
- Langerringen
- Schwabmünchen
- Mittelstetten
- Großaitingen
- Wehringen
- Bobingen
- Inningen
- Augsburg

## Allegorie

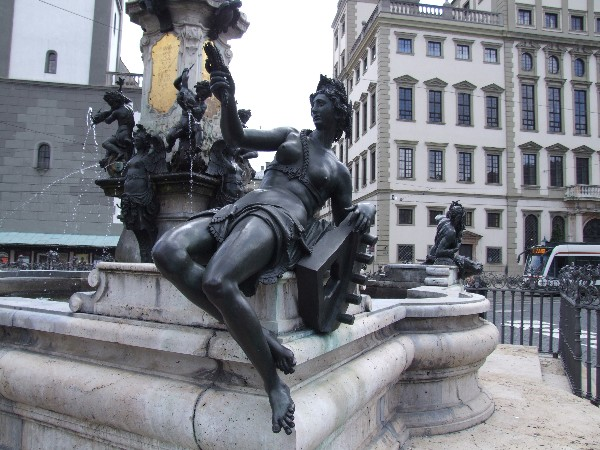
Figur der Singold am Augustusbrunnen (gegossen zwischen 1588 und 1594)

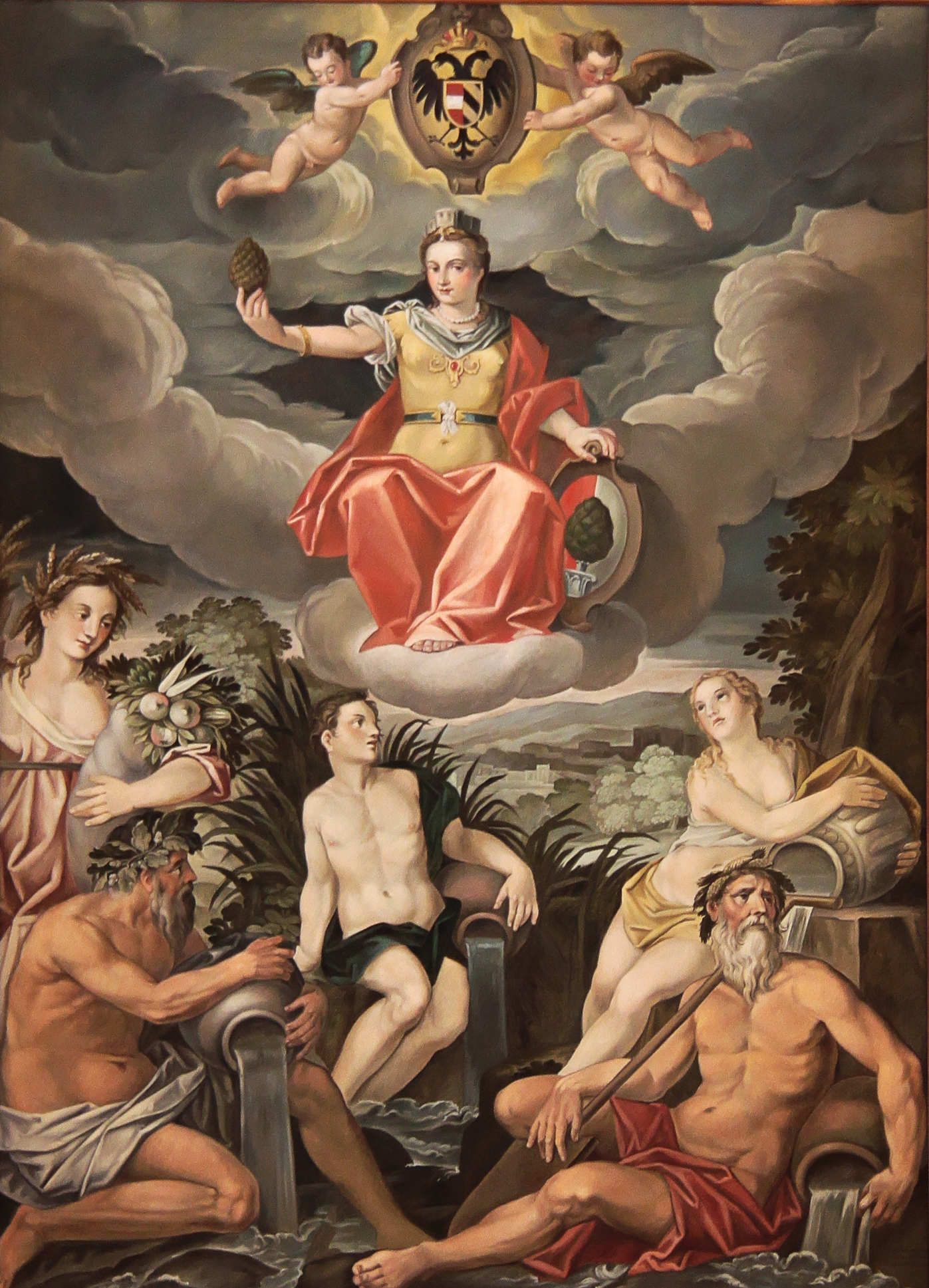
Gemälde im Goldenen Saal; unten die Personifikationen der vier Augsburger Flüsse Wertach, Lech, Singold und Brunnenbach. Die Singold ist in dieser Darstellung die Frauenfigur mit Wasserkrug.

Am Augsburger Augustusbrunnen personifiziert eine weibliche Figur die Singold. Sie trägt als Kopfschmuck einen Ährenkranz, stützt sich auf ein Mühlradviertel und präsentiert ein Büschel Getreide. Diese Darstellung der Flussgottheit ähnelt einer Ceres, der römischen Göttin des Ackerbaus und der Fruchtbarkeit. Wie die drei anderen Augsburger Stadtflüsse Lech, Wertach und Brunnenbach nimmt sie eine der vier Ecken des Brunnens ein.
Im Goldenen Saal des Augsburger Rathauses zeigt ein Wandbild des Augsburger Künstlers Hans Rottenhammer über einem der Portale ebenfalls allegorisch die Singold.

## Flusskonferenz
Im Jahre 2008 fand in Bobingen ein Projekt zur Lebensraumgestaltung aus kultureller, ökologischer, sozialer und politischer Sicht statt. Ziel war es, die Singold wieder als einen ökologisch lebendigen Fluss wahrzunehmen und zu gestalten. Auf der abschließenden Flusskonferenz, zu der Bürgermeister Bernd Müller aus Bobingen einlud, arbeiteten u. a. Mitglieder aus Fischereivereinen, Landwirte, Grundstückseigentümer, Wirtschaftsvertreter, Betreiber von Mühlen und Wasserkraftwerken, Kommunalpolitiker, Vertreter aus Naturschutzorganisationen zusammen.